# دانشگاه رانگسیت
دانشگاه رانگسیت (انگلیسی: Rangsit University) یک دانشگاه خصوصی در پاتوم تانی، تایلند است که به‌طور عمده بر رشته‌های موسیقی، طراحی، فناوری اطلاعات و بهداشت عمومی به اضافهٔ حرفه‌های مستقل، تمرکز دارد.